# Manihot marajoara
Manihot marajoara är en törelväxtart som beskrevs av Huber. Manihot marajoara ingår i släktet Manihot och familjen törelväxter. Inga underarter finns listade i Catalogue of Life.